# Mary Gauthier
Mary Gauthier, född 11 mars 1962 i New Orleans, är en amerikansk sångerska inom country-folk-genren.

## Diskografi
Album
- Dixie Kitchen (1997)
- Drag Queens in Limousines (1999)
- Filth and Fire (2002)
- Mercy Now (2005)
- Between Daylight and Dark (2007)
- Genesis (2008)
- The Foundling (2010)
- The Foundling Alone (2011) (Akustiska demoinspelningar)
- Live at Blue Rock (2012)
- Trouble and Love (2014)
- Rifles & Rosary Beads (2018)